# Januari 1991
Dit artikel geeft een chronologisch overzicht van alle belangrijke gebeurtenissen per dag in de maand januari van het jaar 1991.

## Gebeurtenissen

### 2 januari
- Sharon Pratt Dixon wordt de eerste zwarte vrouw die burgemeester wordt van een grote stad in de Verenigde Staten, nl. Washington D.C..

### 3 januari
- Met zes bomaanslagen op gerechtsgebouwen maakt de Corsicaanse terreurbeweging FNLC een einde aan het bestand dat op 1 juni 1988 inging.

### 4 januari
- De VN Veiligheidsraad veroordeelt unaniem de Israëlische behandeling van de Palestijnen.

### 11 januari
- De Sovjet-Unie bezet Vilnius om de onafhankelijkheid van Litouwen te verhinderen.

### 12 januari
- Het Amerikaanse Congres keurt een resolutie goed die een militaire bevrijding van Koeweit toelaat.

### 13 januari
- Jörg Hoffmann scherpt in Perth het wereldrecord op de 1500 meter vrije slag aan tot 14.50,36. Het oude record (14.54,76) stond sinds 22 februari 1983 op naam van de Russische zwemmer Vladimir Salnikov.

### 16 januari
- Golfoorlog (Operatie Desert Storm) ter bevrijding van Koeweit van Irak begint met luchtaanvallen.

### 17 januari
- Irak vuurt acht Scud-raketten af op Israël.
- Koning Olav V van Noorwegen overlijdt. Zijn zoon Harald V volgt hem op.

### 18 januari
- Luchtvaartmaatschappij Eastern Air Lines gaat failliet na 62 jaar financiële problemen.

### 26 januari
- President Siad Barre van Somalië komt ten val. Het land vervalt in anarchie.

### 28 januari
- Boris Becker lost Stefan Edberg na 24 weken af als nummer één op de wereldranglijst der tennisprofessionals.

<< · januari · februari · maart · april · mei · juni · juli · augustus · september · oktober · november · december · >>